# 江陵警察署
江陵警察署（カンヌンけいさつしょ）は、江原地方警察庁所管の警察署である。

## 管轄区域
- 江陵市

## 沿革
- 1945年10月21日 -　設置。
- 1948年6月15日 - 注文津警察署設置。
- 1956年1月1日 - 注文津警察署廃止。当警察署に統合。
- 1980年4月1日 - 東海警察署発足に伴い一部支所を移管。

## 管轄地区隊
- 中部地区隊
- 東部地区隊
- 西部地区隊
- 南部地区隊
- 北部地区隊

## 管轄派出所
- 江東派出所
- 玉渓派出所

## 管轄治安センター
- 城山治安センター
- 史川治安センター
- 鏡浦治安センター